# Таїз (мухафаза)
Таїз (араб. تعز) — мухафаза в Ємені.
- Адміністративний центр — місто Таїз, третє за величиною в країні.
- Площа становить 12 605 км²; населення за даними на 2012 рік — 2817696 чоловік
- Найбільші населені пункти — Таїз, Ед-Дімна, Ер-Рахід, Ет-Турба, Ель-Мшрах, Макбана, Ель-Амакі, Юфрус, Джанаді, Хайфан, Ель-Курайя.

## Географія
Розташована на південному заході країни.
На півночі межує з мухафазах Ходейда і Ібб, на північному сході - з мухафазах Ед-Даля, на південному сході - з мухафазах Лахдж. На заході омивається водами Червоного моря і Баб-Ель-Мандебської протоки.
На заході мухафази розташована прибережна рівнина Тіхама - равнинное узбережжі Червоного моря. Тут, на березі Червоного моря, розташувався важливий і відомий з давніх часів кавовий порт Моха. Східні райони гористі, - гори до 3000 м (гора Сабір, недалеко від міста Таїз). У місті Таїз розташований міжнародний аеропорт Таїз (Ta'izz International Airport), який з'єднує провінцію з іншими містами країни і прилеглими державами. У центральній частині розташовано кілька пересихаючих річок (ваді) і обривів.

## Економіка
На береговій лінії сільське господарство представлено кочовим тваринництвом. Далі на схід - культивацією зернових та технічних культур, і м'ясо-молочним тваринництвом. Кава - основна с/г культура регіону.